# Frédéric Manaut
Pour les articles homonymes, voir Manaut.
Frédéric Manaut est un homme politique français né le 8 mai 1868 à Reus (Espagne) et décédé le 14 mars 1944 à Toulon (Var).
Ingénieur centralien (Promotion 1891), conseiller du commerce extérieur, conseiller général et président du conseil général des Pyrénées-Orientales, il est député de 1910 à 1914, inscrit au groupe radical-socialiste. Il est le père de René Manaut, député et ministre.

## Sources
- « Frédéric Manaut », dans le Dictionnaire des parlementaires français (1889-1940), sous la direction de Jean Jolly, PUF, 1960 [détail de l’édition]